# Esqui cross-country nos Jogos Olímpicos de Inverno de 2002 - 30 km largada coletiva masculina
A competição de 30 km largada coletiva masculina do esqui cross-country nos Jogos Olímpicos de Inverno de 2002 ocorreu no dia 9 de fevereiro no Soldier Hollow.

## Medalhistas
| Ouro   | AUT Christian Hoffmann |
| Prata  | AUT Mikhail Botvinov   |
| Bronze | NOR Kristen Skjeldal   |

## Resultados
| Posição           | Atleta                           | Tempo     |
| ----------------- | -------------------------------- | --------- |
| Medalha de ouro   | AUT Christian Hoffmann           | 1:11:31.0 |
| Medalha de prata  | AUT Mikhail Botvinov             | 1:11:32.3 |
| Medalha de bronze | NOR Kristen Skjeldal             | 1:11:42.7 |
| 4                 | ITA Pietro Piller Cottrer        | 1:11:42.8 |
| 5                 | NOR Ole Einar Bjørndalen         | 1:11:44.5 |
| 6                 | CZE Lukáš Bauer                  | 1:12:22.3 |
| 7                 | RUS Nikolay Bolshakov            | 1:12:50.6 |
| 8                 | RUS Sergey Kryanin               | 1:12:52.0 |
| 9                 | ITA Cristian Zorzi               | 1:13:10.0 |
| 10                | FRA Emmanuel Jonnier             | 1:13:15.1 |
| 11                | FRA Vincent Vittoz               | 1:13:21.7 |
| 12                | NOR Thomas Alsgaard              | 1:13:30.2 |
| 13                | ITA Fabio Maj                    | 1:13:43.5 |
| 14                | BLR Sergey Dolidovich            | 1:13:51.1 |
| 15                | RUS Vladimir Vilisov             | 1:13:54.1 |
| 16                | GER René Sommerfeldt             | 1:13:55.8 |
| 17                | ESP Juan Jesús Gutiérrez         | 1:14:05.1 |
| 18                | KAZ Andrey Nevzorov              | 1:14:12.1 |
| 19                | GER Axel Teichmann               | 1:14:23.8 |
| 20                | CZE Martin Koukal                | 1:14:25.9 |
| 21                | USA Andrew Johnson               | 1:14:26.9 |
| 22                | KAZ Nikolay Chebotko             | 1:14:32.2 |
| 23                | AUT Gerhard Urain                | 1:14:33.9 |
| 24                | CZE Petr Michl                   | 1:14:40.0 |
| 25                | LIE Markus Hasler                | 1:14:47.0 |
| 26                | ROU Zsolt Antal                  | 1:14:47.1 |
| 27                | JPN Hiroyuki Imai                | 1:14:55.6 |
| 28                | SUI Patrick Mächler              | 1:15:03.4 |
| 29                | RUS Dmitry Tishkin               | 1:15:10.2 |
| 30                | JPN Masaaki Kozu                 | 1:15:32.4 |
| 31                | LIE Stefan Kunz                  | 1:15:56.8 |
| 32                | SVK Martin Bajčičák              | 1:16:08.5 |
| 33                | GER Tobias Angerer               | 1:16:13.1 |
| 34                | SUI Gion-Andrea Bundi            | 1:16:19.6 |
| 35                | FIN Teemu Kattilakoski           | 1:16:20.9 |
| 36                | SWE Niklas Jonsson               | 1:16:25.2 |
| 37                | KAZ Maksim Odnodvortsev          | 1:16:25.6 |
| 38                | SUI Wilhelm Aschwanden           | 1:16:32.4 |
| 39                | SUI Patrick Rölli                | 1:16:36.5 |
| 40                | FIN Sami Repo                    | 1:16:48.2 |
| 41                | ESP Haritz Zunzunegui            | 1:17:06.5 |
| 42                | JPN Katsuhito Ebisawa            | 1:17:18.2 |
| 43                | CZE Jiří Magál                   | 1:17:18.3 |
| 44                | BLR Denis Vorobyov               | 1:17:43.2 |
| 45                | CAN Donald Farley                | 1:17:43.6 |
| 46                | KAZ Vladimir Bortsov             | 1:17:47.5 |
| 47                | FRA Alexandre Rousselet          | 1:18:01.3 |
| 48                | JPN Mitsuo Horigome              | 1:18:06.3 |
| 49                | NOR Tor-Arne Hetland             | 1:18:28.5 |
| 50                | UKR Roman Leibiuk                | 1:18:52.3 |
| 51                | ITA Silvio Fauner                | 1:19:43.9 |
| 52                | BLR Nikolay Semenyako            | 1:19:45.6 |
| 53                | BLR Aleksandr Sannikov           | 1:19:46.9 |
| 54                | USA Lars Flora                   | 1:20:42.7 |
| 55                | KOR Park Byeong-Ju               | 1:20:57.5 |
| 56                | USA Carl Swenson                 | 1:21:17.3 |
| 57                | LTU Vladislavas Zybaila          | 1:21:27.1 |
| 58                | LAT Juris Ģērmanis               | 1:22:30.4 |
| 59                | KOR Shin Doo-Sun                 | 1:23:03.0 |
| 60                | EST Pavo Raudsepp                | 1:23:08.3 |
| 61                | CRO Damir Jurčević               | 1:23:53.3 |
| 62                | ARM Aram Hadzhiyan               | 1:24:07.5 |
| 63                | LTU Vadim Gusevas                | 1:24:26.3 |
| 64                | CRO Denis Klobučar               | 1:25:39.0 |
| 65                | CHN Han Dawei                    | 1:25:42.4 |
| 66                | HUN Zoltán Tagscherer            | 1:30:50.1 |
| 67                | MDA Ion Bucsa                    | 1:32:48.9 |
| 68                | MKD Gjoko Dineski                | 1:33:33.9 |
|                   | SWE Per Elofsson                 | DNF       |
|                   | SWE Morgan Göransson             | DNF       |
|                   | USA Justin Wadsworth             | DNF       |
|                   | FIN Sami Pietilä                 | DNF       |
|                   | FRA Christophe Perrillat-Collomb | DNF       |
|                   | KOR Jeong Ui-Myeong              | DNF       |
|                   | TUR Sabahattin Oğlago            | DNF       |
|                   | THA Prawat Nagvajara             | DNF       |
| DSQ               | ESP Johann Mühlegg               | 1:09:28.9 |
| DSQ               | AUT Achim Walcher                | 1:17:40.9 |

Legenda
| Recorde mundial      | Recorde mundial (World record)               |                       | Recorde africano                      | Recorde africano (African) |                                           | Q | Classificado por posição (Qualified) |
| Recorde olímpico     | Recorde olímpico (Olympic record)            | Recorde da América    | Recorde da América (Americas)         | q                          | Classificado por melhor tempo (Qualified) |   |                                      |
| Melhor marca do ano  | Melhor marca do ano (World leading)          | Recorde asiático      | Recorde asiático (Asian)              | DNS                        | Não largou (Did not start)                |   |                                      |
| Recorde nacional     | Recorde nacional (National record)           | Recorde europeu       | Recorde europeu (European)            | DNF                        | Não terminou (Did not finish)             |   |                                      |
| Recorde pessoal      | Recorde pessoal do atleta (Personal best)    | Recorde da Oceania    | Recorde da Oceania (Oceania)          | DSQ / DQ                   | Desclassificado (Disqualified)            |   |                                      |
| Recorde da temporada | Recorde da temporada do atleta (Season best) | Recorde sul-americano | Recorde sul-americano (South America) | NM                         | Sem marca (No mark)                       |   |                                      |